# Сьюзен Макбейн
Сьюзен Макбейн (англ. Susan McBain, род. 13 октября 1945, Нью-Йорк, Нью-Йорк) — бывшая американская порноактриса, член зала славы XRCO.

## Биография
Сьюзен, стройная брюнетка, родилась в богатой семье. Имеет двух братьев. Хорошо училась в школе. В 11 лет подверглась сексуальному насилию. В 14 лет познакомилась с мужчиной, за которого в 20 лет вышла замуж. У пары родились двое близнецов, которые затем умерли. Сьюзен также родила дочь и вскоре поле этого развелась с мужем.
В середине 1970-х годов начала работать моделью на телевидении. В 1975 году дебютировала в порноиндустрии, в фильме режиссёра Картера Стивенса Sexual Rollerbabies. Также снималась у таких известных режиссёров, как Чак Винсент, Рэдли Мецгер и Джерард Дамиано. Стала одной из «классических» и узнаваемых актрис эпохи порношика. Кроме порно, также снималась в художественных фильмах и работала в музыкальной индустрии. Ушла из индустрии в 1984 году. В 1990 году была введена в Зал славы XRCO.

## Избранная фильмография
- For Richer for Poorer (1979)
- Revenge of the Rope Masters (1979)
- Doogan’s Woman (1978)
- One Last Score (1978)
- Maraschino Cherry (1978)
- Blue Nude (1978)
- People (1978)
- Two Timer (1977)
- Barbara Broadcast (1977)
- A Coming of Angels (1977)
- Virgin Dreams (1977)
- Heat Wave (1977)
- Visions (1977)
- Sharon (1977)
- Portraits of Pleasure (1977)
- Odyssey: The Ultimate Trip (1977)
- Miss Kinsey’s Report (1977)
- Blue Obsessions (1977)
- Sweetheart (1977)
- Teenage Housewife (1976)
- Voluptuous Predators (1976) (в титрах не указана)
- Blonde Velvet (1976)
- Candy Lips (1976)
- Souperman (1976)
- The Farmer’s Daughters (1976)
- Sexual Rollerbabies (1976)
- Paying for It (1976) (в титрах не указана)